# Municipio de North Green
El municipio de North Green (en inglés: North Green Township) es un municipio ubicado en el condado de Polk en el estado estadounidense de Misuri. En el año 2010 tenía una población de 392 habitantes y una densidad poblacional de 7 personas por km².

## Geografía
El municipio de North Green se encuentra ubicado en las coordenadas 37°46′2″N 93°14′11″O / 37.76722, -93.23639. Según la Oficina del Censo de los Estados Unidos, el municipio tiene una superficie total de 55.96 km², de la cual 55,67 km² corresponden a tierra firme y (0,53 %) 0,3 km² es agua.

## Demografía
Según el censo de 2010, había 392 personas residiendo en el municipio de North Green. La densidad de población era de 7 hab./km². De los 392 habitantes, el municipio de North Green estaba compuesto por el 97,45 % blancos, el 0,51 % eran afroamericanos, el 0,26 % eran asiáticos y el 1,79 % eran de una mezcla de razas. Del total de la población el 1,79 % eran hispanos o latinos de cualquier raza.